# Rhinichthys falcatus
Rhinichthys falcatus es una especie de peces de la familia de los Cyprinidae en el orden de los Cypriniformes.

## Morfología
Los machos pueden llegar alcanzar los 12 cm de longitud total.

## Hábitat
Es un pez de agua dulce y de clima templado.

## Distribución geográfica
Se encuentran en Norteamérica:  cuencas de los ríos  Fraser y  Columbia en la Columbia Británica,  Washington, Oregón y Idaho.